# Großsteingrab Hademarschen
Das Großsteingrab Hademarschen ist eine megalithische Grabanlage der jungsteinzeitlichen Trichterbecherkultur in Hanerau-Hademarschen im Kreis Rendsburg-Eckernförde in Schleswig-Holstein. Das Grab trägt die Sprockhoff-Nummer 172. Es ist Teil der Hademarscher Berge, einer Gruppe von stein- und bronzezeitlichen Grabhügeln. Als bislang einzige dieser Anlagen wurde es in den 1930er Jahren von Carl Rothmann archäologisch untersucht.

## Lage
Das Grab befindet sich am westlich Ortsrand von Hanerau-Hademarschen bei einer Sportanlage. Von den Hademarscher Bergen sind heute noch vier weitere von ursprünglich wohl über 30 Grabhügeln erhalten.

## Beschreibung
Bei der Anlage handelt es sich um ein ost-westlich orientiertes Ganggrab vom Untertyp Holsteiner Kammer mit einer Länge von 3 m und einer Breite von 1,5 m. Es sind drei Wandsteinpaare an den Langseiten und je ein Abschlussstein an den Schmalseiten erhalten, die alle noch in situ stehen. Von den ursprünglich drei Decksteinen sind der westliche und der mittlere erhalten. Sie liegen noch auf den Wandsteinen auf. Zwischen dem östlichen und dem mittleren Wandstein der Südseite befindet sich der Zugang zur Kammer. Diesem war ursprünglich ein etwa 2 m langer und knapp 0,5 m breiter Gang aus zwei Wandsteinpaaren vorgelagert, der aus zwei Wandsteinpaaren bestand. Nur die beiden westlichen Gangsteine sind erhalten. Die einzigen erhaltenen Grabbeigaben der Trichterbecherkultur waren einige Scherben von Keramikgefäßen.
Während des ausgehenden Neolithikums wurde die Grabkammer von Angehörigen der Einzelgrabkultur (2800–2300 v. Chr.) nachgenutzt. Aus dieser Belegungsphase sind Schädelknochen von sieben Erwachsenen und einem Kind erhalten. Als Grabbeigaben wurden fünf Keramikgefäße, drei Dolche und ein Beil aus Feuerstein sowie zwei geschliffene Äxte aus Felsgestein gefunden.
In der Bronzezeit wurde um 1200 v. Chr. unmittelbar über der Kammer ein weiteres Grab angelegt. Innerhalb einer Packung aus kopfgroßen Steine wurden die Reste eines Eichensarges gefunden. Skelettreste waren nicht erhalten. Die Grabbeigaben (ein goldener Armreif, ein Tüllenbeil und ein Schwert aus Bronze sowie zwei Keramikgefäße) deuten auf eine hohe soziale Stellung des Bestatteten.